# Mouvement des réformateurs
Ne doit pas être confondu avec Mouvement réformateur (France).
Pour les articles homonymes, voir MR et MDR.
Le Mouvement des réformateurs (MR ou MDR) est un parti politique français créé en 1992 pour faciliter l'ouverture vers le centre souhaitée par Michel Rocard et François Mitterrand alors que la gauche est au pouvoir.

## Histoire
Le Mouvement des réformateurs est issu de l'Association des démocrates, fondée le 24 avril 1988, dans l'entre-deux-tours de l'élection présidentielle afin de « rassembler celles et ceux qui, n'étant pas socialistes, avaient voté dès le premier tour pour François Mitterrand (radicaux de gauche, gaullistes), celles ou ceux qui, ayant voté au premier tour pour Raymond Barre, se reconnaissaient au second tour dans la personnalité et le projet de François Mitterrand » (Lettre de l'Association des démocrates, février 1989).
Michel Durafour en devient le président avant de céder sa place à Jacques Pelletier (décembre 1991).
En 1990, l'Association des démocrates forme avec le MRG et la Convention pour la Ve République (gaullistes de gauche) de Jean Charbonnel, la coalition France unie afin de rassembler le « pôle non socialiste » de la majorité présidentielle avec Jean-Pierre Soisson comme secrétaire général.
L’Association des démocrates se transforme en Mouvement des réformateurs lors le 10 octobre 1992. Jacques Pelletier en reste le président, tandis que Jean-Pierre Soisson en devient le secrétaire général. Le club Performance et Partage s'associe au mouvement.
Le mouvement rassemble ainsi les principaux ministres d'« ouverture » du début du second septennat Mitterrand : Michel Durafour (ministre de la Fonction publique et des réformes administratives, entre 1989 et 1991), Jean-Pierre Soisson (ministre du Travail, puis de la Fonction publique, enfin de l'Agriculture, entre 1988 et 1993), Thierry de Beaucé (Secrétaire d'État auprès du ministre des Affaires étrangères, chargé des relations culturelles internationales, entre 1988 et 1991).  
Après le départ de Michel Rocard de Matignon et la fin de l'ouverture, et surtout après la déroute du PS aux élections législatives de 1993, les députés Réformateurs rejoignent le groupe République et liberté puis se rapprochent de la droite parlementaire en 1997, tandis qu'une partie des adhérents, restés attachés à l'alliance à gauche, quittent le MDR pour rejoindre les radicaux de gauche. 
Ses principaux adhérents rejoignent l'UMP en 2002, souvent par le biais du Parti radical.

## Présidents
- 1992-1993 : Jacques Pelletier
- 1993-2002 : Jean-Pierre Soisson